# Thesium nigricans
Thesium nigricans är en sandelträdsväxtart som beskrevs av Alfred Barton Rendle. Thesium nigricans ingår i släktet spindelörter, och familjen sandelträdsväxter. Inga underarter finns listade i Catalogue of Life.